# 爱德华多·加莱亚诺
爱德华多·休斯·加莱亚诺（1940年9月3日—2015年4月13日）是乌拉圭记者、小说家。

## 生平
1940年出生于蒙得维的亚，他最出名的作品是《火的记忆》（1986）和《拉丁美洲被切开的血管》（1971），后者被译成20种语言，超越了正统的流派界限：融虚构、新闻、政治分析和历史为一炉。作者自己曾说：“ 我是一名为记忆所困扰的作家，我记住的首先是美洲的过去，尤其是拉美的过去，这片亲爱的土地注定要失忆。”